# Ezéchiel de Mélac

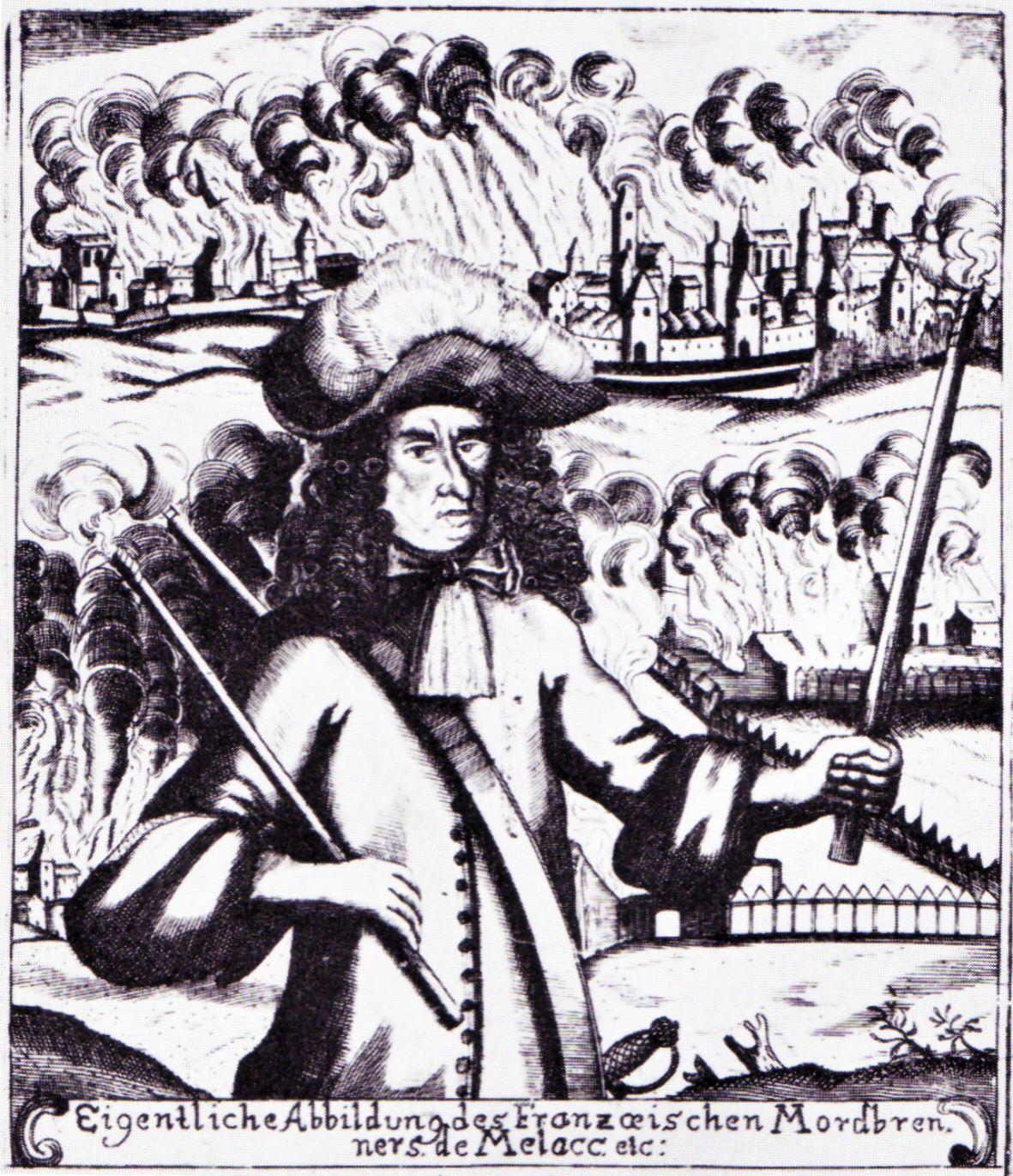
Ezéchiel de Mélac

Ezéchiel du Mas, Conde de Mélac (Sainte-Radegonde no departamento de Gironda, c. 1630 - Paris, 10 de maio de 1704) foi um General francês no reinado de Luís XIV, sob o comando do Ministro da Guerra Louvois.
Ele tornou-se conhecido pela impiedosa e brutal execução da política francesa de destruir as terras dos inimigos, em vez de buscar maiores compromissos militares. Parte do sudoeste da Alemanha, especialmente o palatinado, a Marca de Baden e o Ducado de Vurtemberga sofreram com as execuções das ordens de Louvois realizadas por Mélac para a brûlez le Palatinat! (queimem o Palatinado!). Sob seu comando, numerosas cidades e aldeias alemãs foram incendiadas e o sustento da população destruído. No atual sudoeste da Alemanha, o nome de Mélac tornou-se sinônimo para "assassino e incendiário". Ele é considerado o padrinho da inimizade franco-alemã, que contribuiu para provocar duas Guerras Mundiais.

## Biografia
Mélac escolheu muito jovem a carreira das armas e foi nomeado em 1689 marechal-de-campo. Executou as ordens de Louvois para devastar o palatinado brûlez le Palatinat! (queimem o Palatinado!). Ele incendiou sistematicamente Mannheim, Heidelberg, Pforzheim, Speyer (incluindo a sua famosa catedral), Baden-Baden, Worms, Durlach e várias outras vilas e aldeias. Como comandante militar de Landau, ele defendeu corajosamente esta fortaleza contra as tropas do marquês de Baden, mas teve que abandonar o local em 1702. Mélac demitiu-se depois do exército e retornou a Paris. O rei concedeu-lhe uma considerável pensão, que ele gozou até sua morte em 10 de maio de 1704.

## Seu papel na Guerra dos Nove Anos
As tropas de Mélac durante a Guerra dos Nove Anos (1688-1697) ficaram conhecidas pela brutalidade com que assolaram grande parte do Eleitorado do Palatinato, cidades de Württemberg e Baden. Estes atos consagraram a estratégia francesa de destruição das cidades e da desertificação dos territórios invadidos.
Não era incomum, ainda no século XX, os alemães chamarem seus cães de Melac. O insulto "Lackel" utilizado no Palatinado também é originado da palavra "incendiário".

## Serviços para o Estado
1630: nasceu por volta deste ano em Sainte-Radegonde, cerca de 15 quilômetros a sudeste de Libourne, no atual departamento de Gironda. Ele deve ter ingressado no militarismo ainda muito jovem. As fontes são escassas, tanto as dos arquivos militares franceses de Vincennes, como os da família Mélac, estão "estranhamente perdidos".
1664: promovido ao posto de Tenente com um regimento de cavalaria em Portugal.
1666: confiado-lhe o comando de uma Companhia.
1672: serviu em Flanders no início da Guerra franco-neerlandesa.
1675: promovido ao posto de Maitre de Camp de Cavalerie.
1679: promovido ao posto de Brigadeiro; tornou-se governador de Schleiden (40 km sudeste de Aachen).
1686: início do serviço no exército do Marechal Nicolas Catinat na Saboia.
1688: em abril, Mélac junta-se ao exército do Reno sob o comando do Marechal Duras.
1688: casou com a filha do Marechal de Duras.
1688: em setembro, o exército do Reno desloca-se pelo território do Palatinado sem uma formal declaração de guerra; eles também se movimentaram pelo território a leste do rio Reno e conquistaram as cidades de Heilbronn, Heidelberg e Mannheim (10 de novembro) e a fortaleza de Philippsburg; Pforzheim tinha sido ocupada desde 10 de outubro. Mélac estabeleceu-se na Cidade Imperial de Heilbronn sob o comando de Joseph de Montclar. Usando Heilbronn como sua base, Mélac devastou o sul da Alemanha, inclusive as Cidades Imperiais de Donauwörth, Marbach e Schorndorf (Baviera). No final do ano ele atacou Heidelberg, a capital do Palatinado, e muitas vilas ao longo do rio Neckar, inclusive Ladenburg.
1689: em 16 de fevereiro, executando uma ordem do Ministro da Guerra Louvois, o exército francês sob o comando de Mélac e o conde de Tessé incendiaram o Palácio de Heidelberg. Em 2 de março, eles incendiaram Heidelberg (mas o fogo foi contido pelos habitantes da cidade). Em 8 de março, Mannheim foi incendiada. Mais tarde, Frankenthal, Worms, Speyer e numerosas vilas a oeste do rio Reno foram devastadas. A leste do rio Reno, Bretten, Maulbronn, Pforzheim, Baden-Baden e numerosas outras cidades e vilas encontraram o mesmo destino, mas não se sabe em detalhes o quanto Mélac esteve diretamente envolvido em todos esses casos. No caso de Pforzheim, Mélac foi citado como o oficial responsável e diretamente responsabilizado pelo ataque da cidade em 10 de agosto e pelos incêndios causados poucos dias depois. Há também registros de que ele raptou a jovem filha de um pastor em Esslingen.
1690: promovido a Maréchal de camp.
1691: morte da esposa de Mélac.
1692: em 20 de setembro, ordenou que incendiassem o antigo convento beneditino de São Pedro e São Paulo em Hirsau; o convento tinha sido, durante seu apogeu, uma das maiores e mais poderosas forças do catolicismo na Alemanha antes da Reforma Protestante, e tinha sido o ponto de origem do "Movimento Hirsau" de reforma monasterial, mas era usado pelos protestantes desde 1556.
1693: promovido a Tenente-general. Na primavera, Mélac torna-se o comandante da estrategicamente importante fortaleza de Landau. Desta base, ele novamente levou o terror para as áreas vizinhas, alcançando até a região de Reno-Hesse e Württemberg. Em maio, participou da segunda e final destruição de Heidelberg. Enquanto em Landau, sua brutalidade não diminuía. Em uma das ocasiões, ele declaradamente exibiu seis prostitutas nuas na praça do mercado de Landau por dois dias, com o que ele recebeu uma advertência da corte real.
1697: a Guerra dos Nove Anos termina com o Tratado de Ryswick. Mélac permanece como comandante da fortaleza de Landau.
1702: como parte do próximo grande conflito em que a França esteve envolvida, a Guerra da Sucessão Espanhola, a fortaleza de Landau foi sitiada por um exército comandado pelo marquês de Baden. Por quatro meses, Mélac e seus soldados conseguiram resistir. Para manter seus soldados com a moral alta, ele pegou ouro e prata de seus bens particulares e os transformou em moedas e com elas pagou salários a seus homens. Porém, em setembro ele foi forçado a se render. Foi-lhe permitido fugir com sua guarnição e com parte da artilharia. Ele deixou o exército do Reno e viajou para a corte real em Fontainebleau, onde ele recebeu 30 mil libras tornesas como pensão, mas não receberia uma promoção final para um posto militar mais alto.
1703: agora vivendo uma vida isolada em uma casa na Rue des Tournelles, no atual Quarto Arrondissement em Paris com alguns empregados, no final de agosto ele escreveu seu último testamento.
1704: Mélac morre em 10 de maio.
(Observação: a antiga residência de Mélac em Landau foi transformada em pousada, em operação até o presente. Inicialmente chamada "Zum Mélac", o nome foi mudado em 1851 para um neutro "Zur Krone" (a coroa).